# D'Iberville (aviso colonial)
Ne doit pas être confondu avec D'Iberville (aviso).
Le D′Iberville était un aviso colonial de la classe Bougainville en service dans la Marine française.

## Carrière
Le D'Iberville est lancé à Port de Bouc le 23 septembre 1934. Armé en janvier 1935 sous le commandement du Capitaine de frégate Jean Tracou, il est rattaché à la division navale du Levant.
L'Italie envahissant l'Ethiopie, le D'Iberville est envoyé en mer Rouge. Après une campagne de 20 mois, il rallie Lorient en avril 1937. Il appareille de Lorient sous le commandement du Capitaine de frégate Caude pour une nouvelle campagne.
Le D'Iberville appartient la marine de Vichy à Dakar et participe à l'Opération Menace, qui opposa du 23 au 25 septembre 1940 les Forces Françaises Libres commandées par le général de Gaulle conjointement avec les forces navales britanniques commandées par le vice amiral John Cunningham d'une part, et les forces navales françaises sous le commandement du vice amiral Émile-Marie Lacroix, sous l'autorité du Gouverneur général Pierre Boisson, d'autre part.
En juin 1941 il participe au ravitaillement de Djibouti lors du blocus britannique institué de juin 1941 à mai 1942.
Le 27 novembre 1942, il est sabordé à Toulon au quai nord des Grands bassins après sabotage des machines et de l'artillerie.
En janvier 1943, il connait une tentative de renflouement par la compagnie Les Abeilles du Havre, mais l'opération est interrompue en mars 1944. L'épave est remise à l'Allemagne à la suite des accords d'avril 1944.
Il faudra attendre 1956 pour que son démantèlement soit assuré par des charges explosives et des travaux sous-marins.